# 出来島駅
出来島駅（できじまえき）は、大阪府大阪市西淀川区出来島一丁目にある、阪神電気鉄道阪神なんば線の駅。駅番号はHS 49。

## 歴史
- 1930年（昭和5年）12月20日：伝法線（西大阪線→阪神なんば線）大物駅 - 福駅間に新設開業。
- 1998年（平成10年）9月26日：大物駅 - 福駅間高架工事に伴う駅舎改築[注 1]。
- 2014年（平成26年）4月1日：駅番号導入。

## 駅構造
相対式ホーム2面2線を有する高架駅である。分岐器や絶対信号機を持たないため、停留所に分類される。改札口は1か所のみで2階にあり、ホームは3階にある。トイレは改札内にある。ホームの有効長は21m級の近畿日本鉄道車両6両編成分である。

### のりば
| 番線 | 路線          | 方向 | 行先         |
| ---- | ------------- | ---- | ------------ |
| 1    | ■阪神なんば線 | 上り | 大阪難波方面 |
| 2    | ■阪神なんば線 | 下り | 尼崎方面     |

※実際には構内に上記ののりば番号表記はないが、スマートフォン向けアプリ「阪神アプリ」の行先表示機能では、上りホームが1番線、下りホームが2番線とされている。

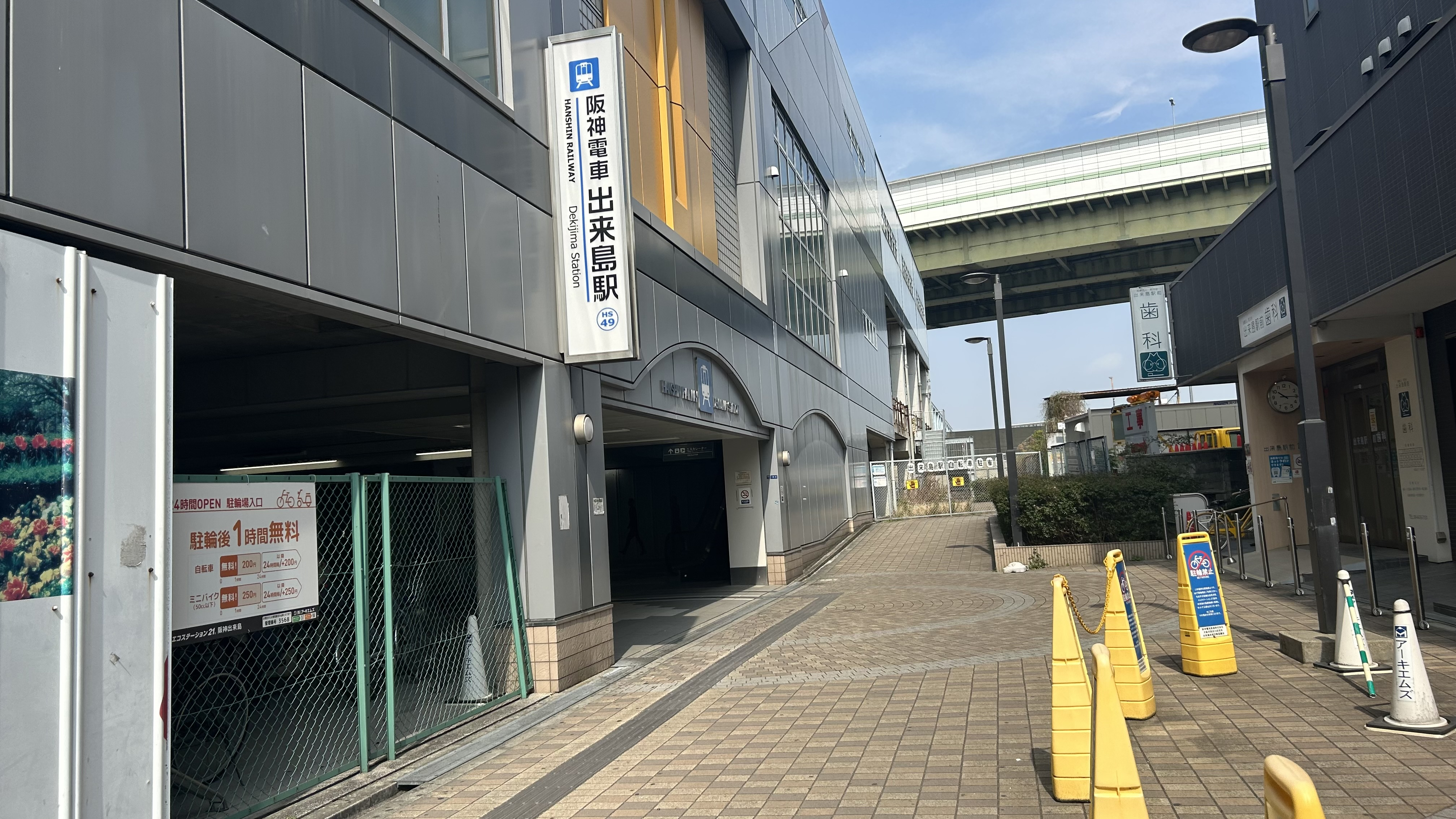
東口
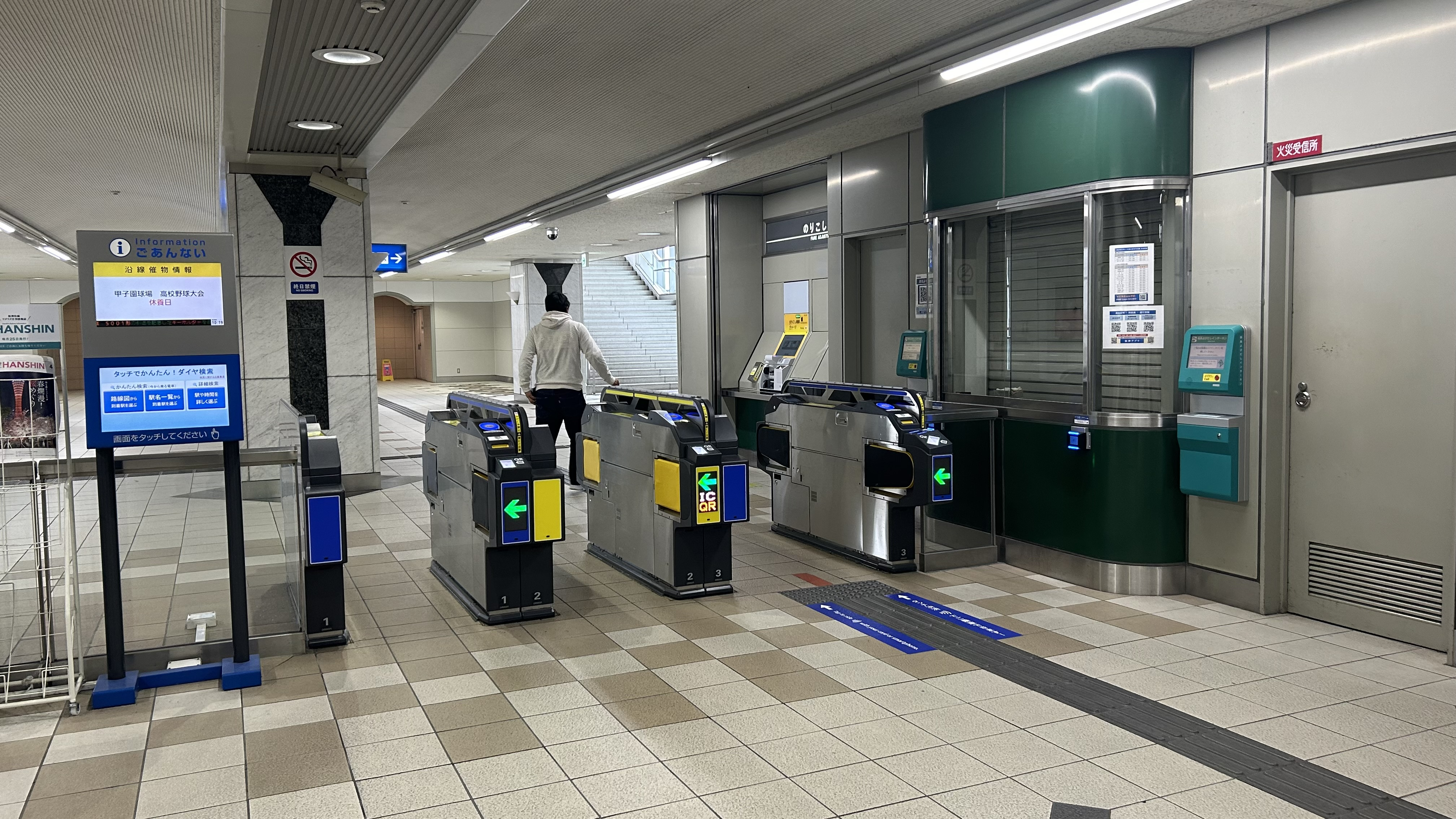
改札口
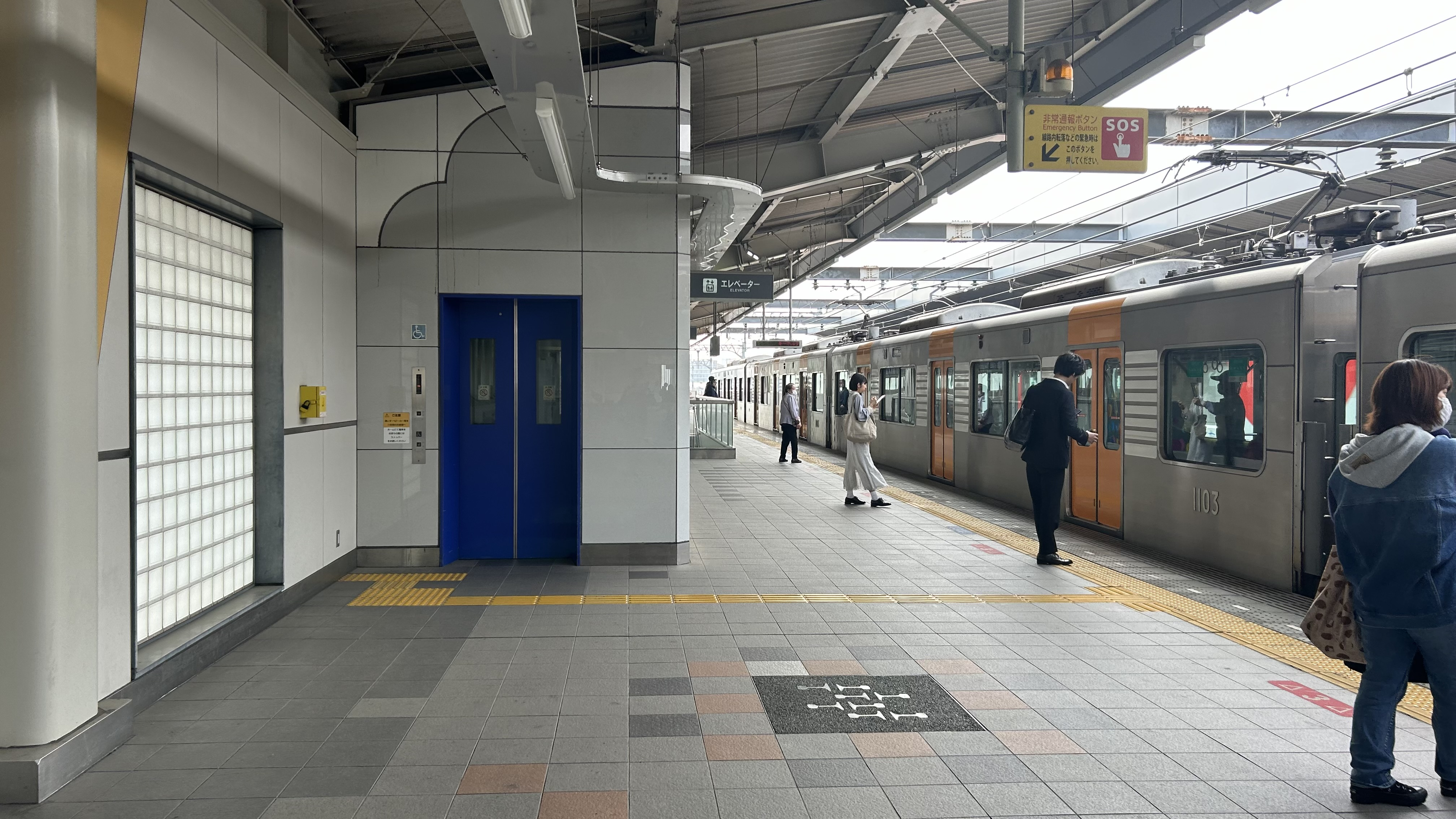
難波方面ホーム
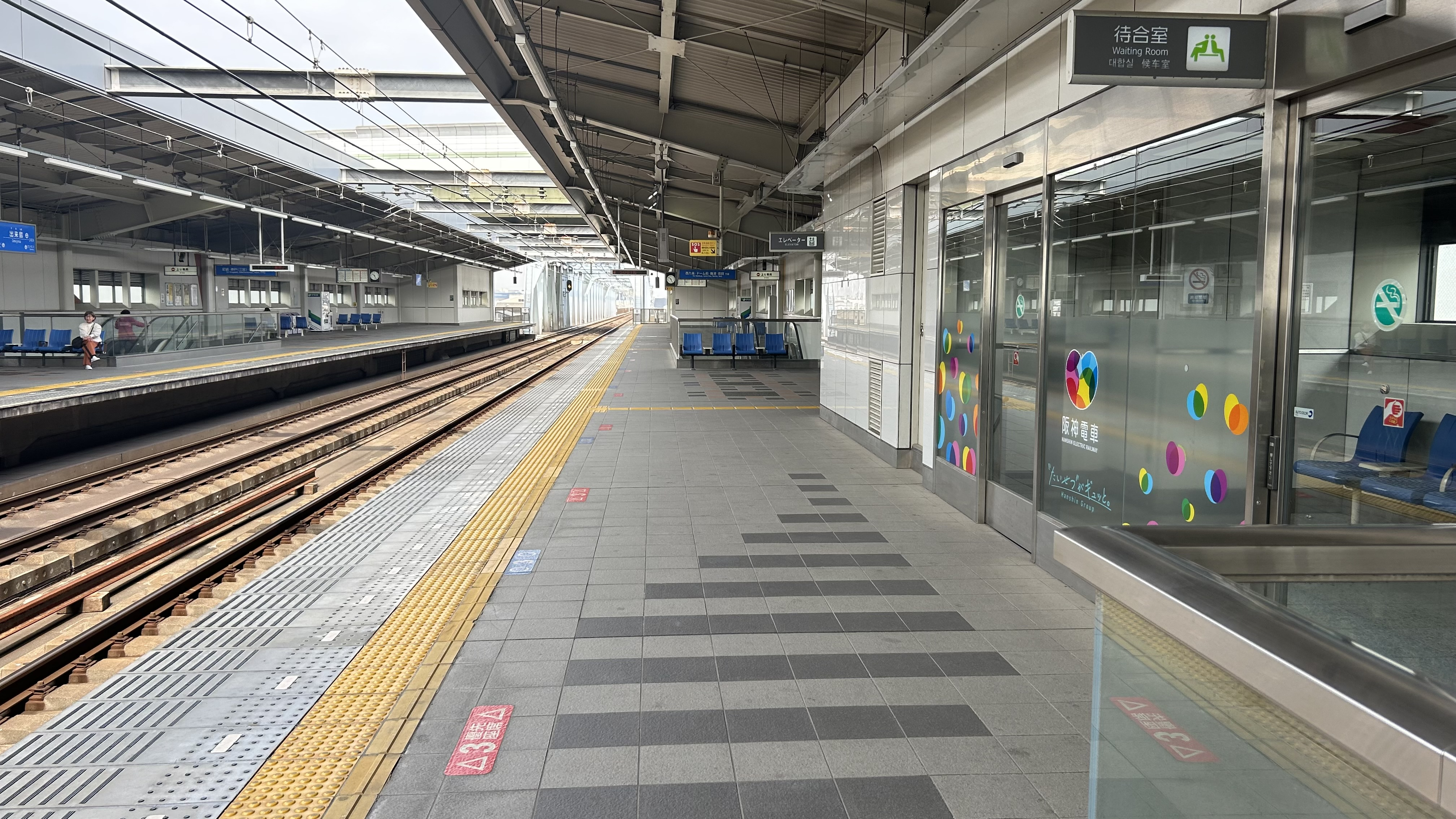
尼崎方面ホーム
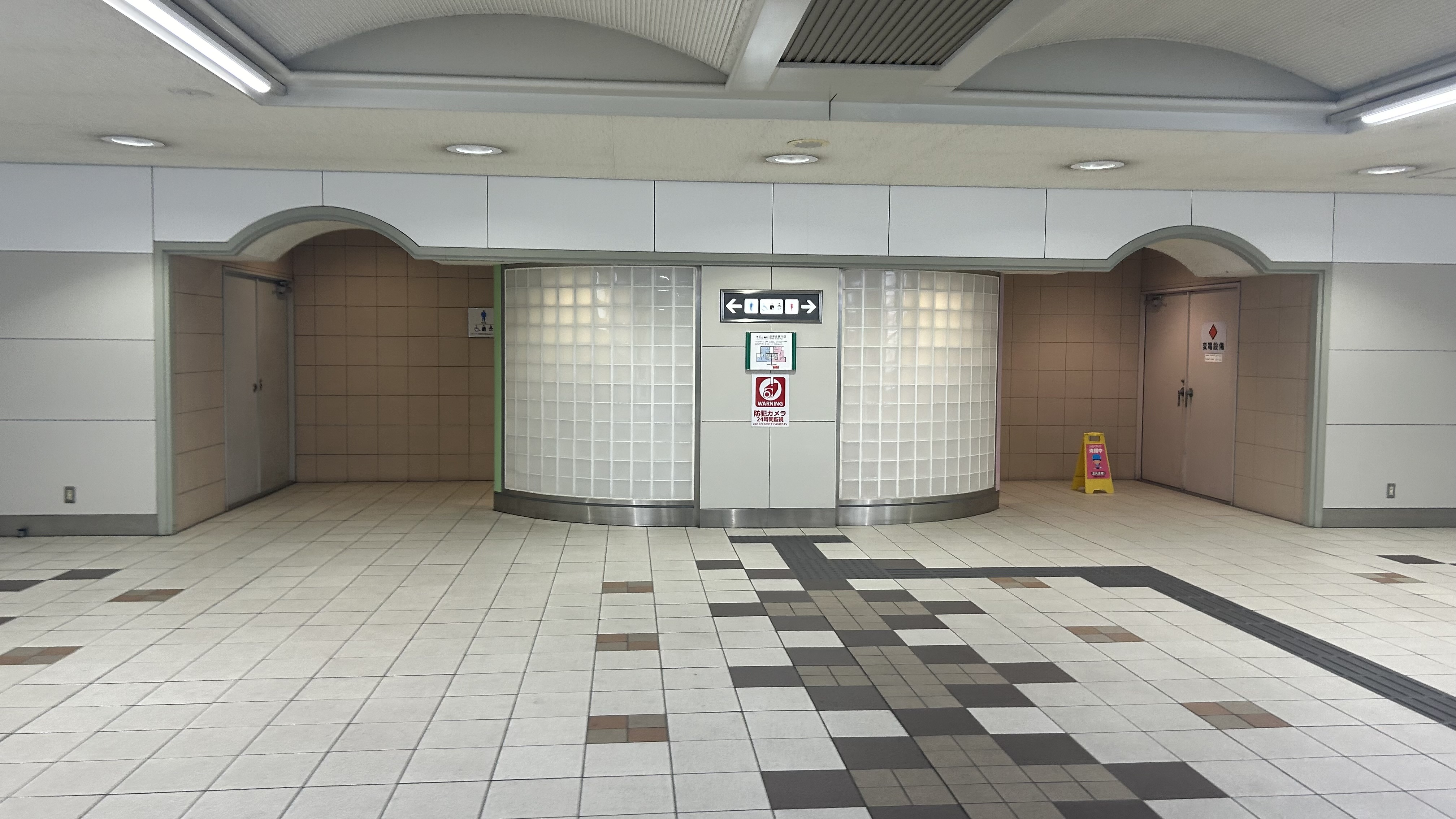
トイレ
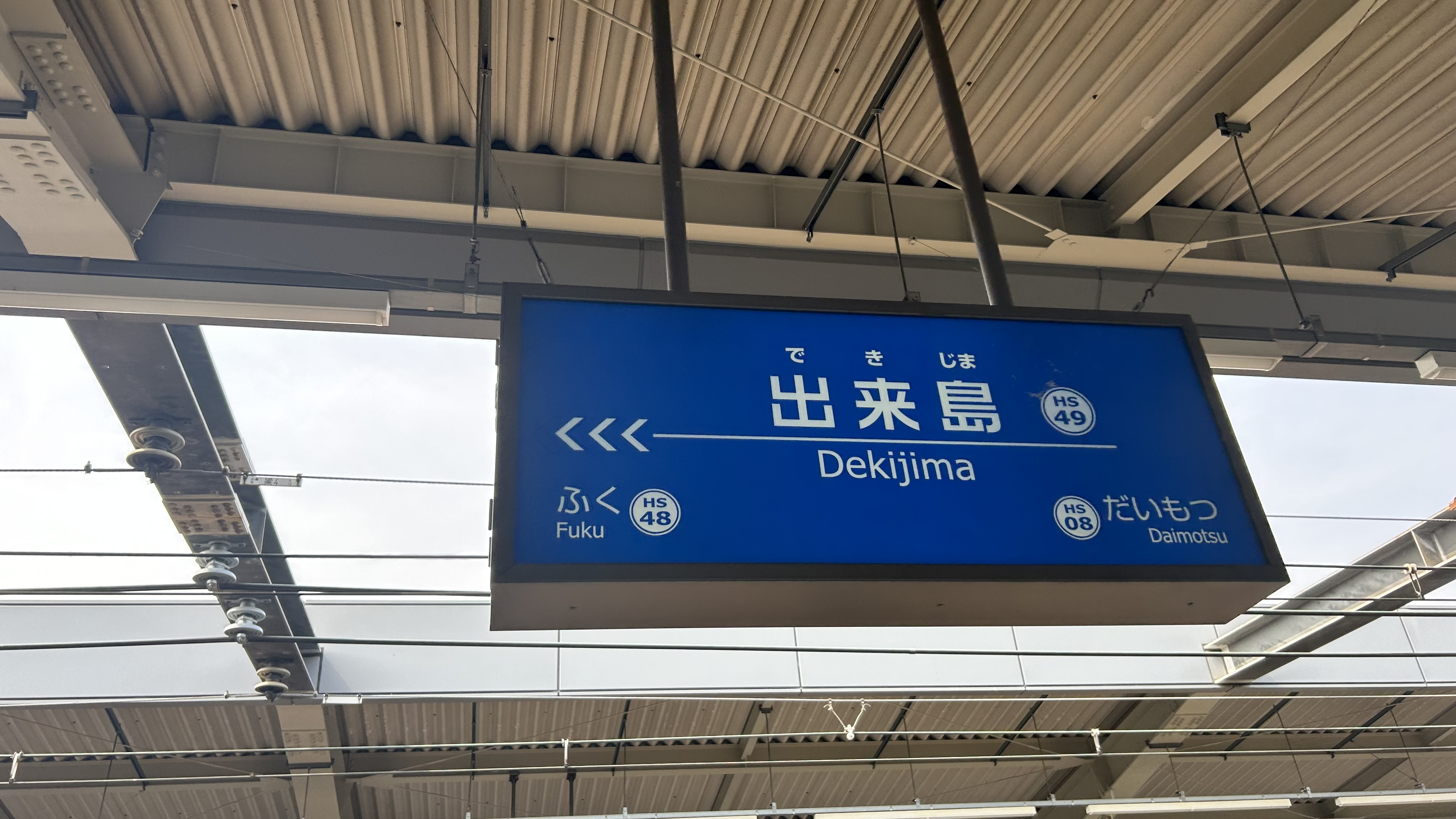
駅名標

## 利用状況
2022年（令和4年）次の1日平均乗降人員は10,152人である。また、2023年11月の1日平均乗降人員は10,673人で、阪神電気鉄道の駅では新在家駅に次いで第29位。
近年の1日平均乗降・乗車人員数は下表の通り。
| 年次   | 1日平均 乗降人員 | 1日平均 乗車人員 | 出典   |
| ------ | ---------------- | ---------------- | ------ |
| 1995年 | 9,998            | 5,068            | [ 3 ]  |
| 1996年 | 9,013            | 4,590            | [ 4 ]  |
| 1997年 | 8,445            | 4,301            | [ 5 ]  |
| 1998年 | 8,212            | 4,183            | [ 6 ]  |
| 1999年 | 7,970            | 4,083            | [ 7 ]  |
| 2000年 | 7,249            | 3,678            | [ 8 ]  |
| 2001年 | 7,412            | 3,734            | [ 9 ]  |
| 2002年 | 7,368            | 3,712            | [ 10 ] |
| 2003年 | 7,139            | 3,613            | [ 11 ] |
| 2004年 | 7,334            | 3,723            | [ 12 ] |
| 2005年 | 7,361            | 3,736            | [ 13 ] |
| 2006年 | 7,280            | 3,686            | [ 14 ] |
| 2007年 | 7,220            | 3,659            | [ 15 ] |
| 2008年 | 7,534            | 3,891            | [ 16 ] |
| 2009年 | 8,080            | 4,071            | [ 17 ] |
| 2010年 | 8,548            | 4,275            | [ 18 ] |
| 2011年 | 8,600            | 4,301            | [ 19 ] |
| 2012年 | 9,600            | 4,757            | [ 20 ] |
| 2013年 | 9,702            | 4,887            | [ 21 ] |
| 2014年 | 9,944            | 4,983            | [ 22 ] |
| 2015年 | 10,284           | 5,148            | [ 23 ] |
| 2016年 | 10,383           | 5,234            | [ 24 ] |
| 2017年 | 10,771           | 5,410            | [ 25 ] |
| 2018年 | 10,497           | 5,295            | [ 26 ] |
| 2019年 | 10,659           | 5,378            | [ 27 ] |
| 2020年 | 8,764            | 4,389            | [ 28 ] |
| 2021年 | 9,612            | 4,859            | [ 29 ] |
| 2022年 | 10,152           | 5,118            | [ 30 ] |
| 2023年 | 10,673           | 5,347            | [ 2 ]  |

## 駅周辺
駅のすぐ北を神崎川が流れている。
- 西淀川出来島郵便局
- 大阪市立出来島小学校
- 大阪市立川北小学校
- 大阪市立淀中学校

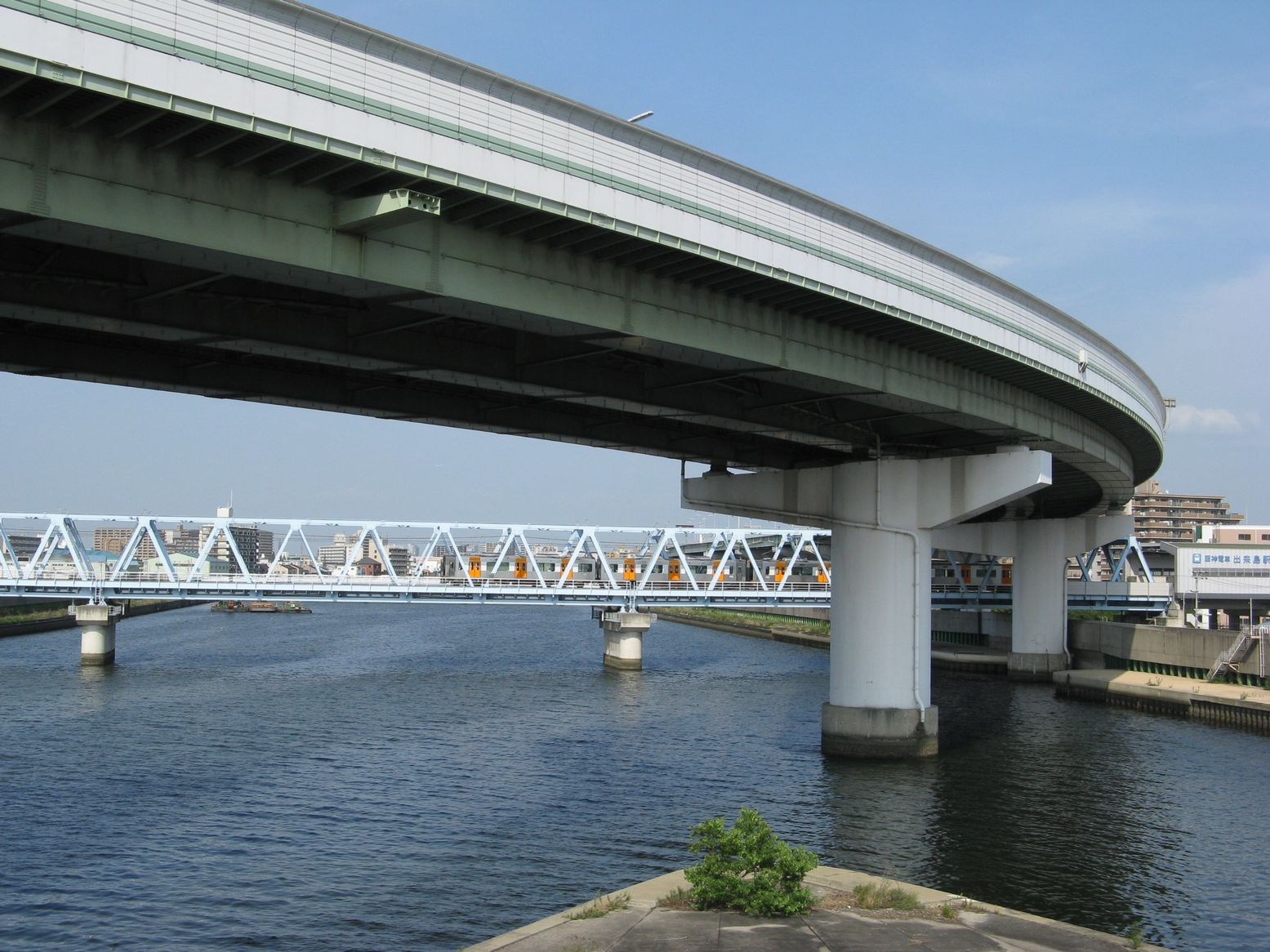
神崎川と阪神の橋梁。右側に出来島駅が見える

- 大阪府道803号旭西淀川自転車道線（なにわ自転車道）
- 国道43号

### バス路線
最寄停留所は、出来島駅前となる。以下の路線が乗り入れ、大阪シティバスにより運行されている。
- 42号系統：中島公園・中島二丁目行 / 大阪駅前行

## 隣の駅
阪神電気鉄道
阪神なんば線
■快速急行
通過
■準急・■区間準急・■普通
福駅 (HS 48) - 出来島駅 (HS 49) - 大物駅 (HS 08)